# Belle és Sébastien – A kaland folytatódik
A Belle és Sébastien – A kaland folytatódik (eredeti cím: Belle & Sebastian: The Adventure Continues) 2015-ben bemutatott francia kalandfilm, melyet Christian Duguay rendezett. Ez a folytatása a 2013-as Belle és Sébastien című filmnek. A főszerepben Félix Bossuet, Tchéky Karyo, Thierry Neuvic, Margaux Châtelier és Thylane Blondeau látható.
Elkészítették a film harmadik és egyben utolsó részét is Belle és Sébastien 3. – Mindörökké barátok címen, melyet Magyarországon 2018. április 26-án bemutattak be.

## Cselekmény
1945 szeptembere. A francia Alpok területén, egy Saint Martin nevezetű faluban a kilencéves árva kisfiú, Sébastien (Félix Bossuet) az örökbefogadó "nagyapjával", Césarral él. Várják a repülőgéppel hazautazó Angélinát, aki a németekkel együtt a háború végéig az ellenállással harcolt, emellett ő César lánya. Az út során a repülőgép lezuhan az olasz Alpok közelében, szemmel láthatóan túlélők nélkül. César tájékoztatja a hírről Sébastiant, de a fiú nem hajlandó elhinni az esetet.
César beszél a helyi pilótával, Pierrel, hogy vigye el őket a baleset helyszínéhez. César elmondja Sébastiennek, hogy valószínűleg Pierre a biológiai apja. Sébastien és Belle titokban a fedélzetre lopózik, azonban mikor felszállnak a magasba, látnak egy vörösen füstölgő lángot közel a bekövetkezett baleset helyszínéhez, azt jelezve, hogy Angélina valószínűleg életben van. Pierre figyelmét ez elkerüli, ami miatt veszekedni kezdenek, majd Sébastien megragadja a repülő irányítókarját, és landolni kényszerülnek egy közeli tó partjára, aminek során az egyik futómű leszakad. Mindhárman a hegyekben rekednek.
A felbosszantott Sébastien elindul kutyájával a baleset helyszíne felé, hogy megtalálják Angélinát. Pierre végül felzárkózik hozzájuk és az éjszaka folyamán tábort vernek az erdőben. Másnap reggel tovább folytatva útjukat, megmentenek egy medvetámadásba keveredett fiatal tizennégy éves lányt, Gabrielt (Thylane Blondeau), aki fiúnak álcázza magát, mert az apja biztonságban akarja tudni, mivel ő az egyetlen lány az olasz fenyőtábor férfijai között. Egy másik tapasztalt túrázó, összebarátkozik Sébastiennel és elvezeti őket a fakitermelő táborba.
Sébastien ismét megpróbál elmenekülni, hogy megkeresse Angélinát a sziklák közelében, de végül visszaviszik a táborba és bezárják egy autóba, míg Belle követi a szirtek nyomvonalát, ezután ő is visszatér. Pierre még mindig nincs meggyőződve arról, hogy Angélina életben lenne. Sébastien folyamatosan engedelmeskedett neki, ám a férfi megtudja a fiú nyakában lévő nyakláncról, hogy ő a fia, majd egyre jobban kezdenek kötődni egymáshoz az idő teltével.
Másnap reggel, a tábor felébred az erős szél által elterjedt tűzre a körülöttük lévő erdő egy részén, de Sébastien, Belle és Gabriele már korán otthagyták őket, hogy megtalálják Angélinát Belle navigálásával. Az erdőben a tűznél megállítja őket a tűzoltóság, de végül a felzárkózó Pierre a megmentésükre igyekszik, de közben a tűz csapdájába esnek, végül a férfi egy dinamittal utat robbant maguknak. Belle-t követve egy sziklaszirthez érnek és belépnek egy barlangba. Angélina semmi jelét nem mutatja a barlang alapzatáról, de Sébastient leeresztik kötélen az aljára, ahol megtalálja a sebesült nőt. Pierre és Gabriel óvatosan felhúzzák őket a szakadékból. Időközben a tűzvész egészen a barlang szájáig terjedt el, így Belle a sziklák tetejére irányítja őket, épphogy megmenekülve a fulladástól.
Ezt követően visszatérnek a táborba, majd az olasz favágók, valamint Gabriel apjának segítségével megjavítják a repülőgépet. Mindannyian visszarepülnek Franciaországba, áthaladva Césart és Pierre felett, akik két napig mentek utánuk a baleset helyszíne felé. César örömmel visszafordul, hogy hazamenjen, miután látta lányát a gépen.
A végső jelenetben Cézár látható, ahogy megérkezik Saint-Martinba és megöleli Angélinát. Sébastien és Pierre egyet ülnek a fiú elhunyt édesanyjának sírjánál. A férfi elmesélni fiának, hogy nagyon szerette az anyját, aki egy cigánynő volt, és nem tudta, hogy terhes lett a halála idején. Hónapokig kereste őt sikertelenül, miután elengedték a német fogolytáborból. A film legvégén az alpesi völgy látható.

## Szereplők
| Szerep       | Színész           | Magyar hang     |
| ------------ | ----------------- | --------------- |
| Sébastien    | Félix Bossuet     | Pál Dániel Máté |
| César        | Tchéky Karyo      | Csernák János   |
| Pierre       | Thierry Neuvic    | Sarádi Zsolt    |
| Angélina     | Margaux Châtelier | Eke Angéla      |
| Gabriele     | Thylane Blondeau  | Nyári Luca      |
| polgármester | Urbain Cancelier  | Törköly Levente |
| Alfonso      | Joseph Malerba    | Hannus Zoltán   |
| Marcel       | Ludi Boeken       | Barbinek Péter  |
| Louis        | Jeffrey Noel      | Viktor Balázs   |
| René         | Fred Epaud        | Vida Péter      |
| Victoria     | Victoria Duguay   |                 |
| Octave       | Octave Bossuet    |                 |